# 桥头镇 (文县)
桥头镇，是中华人民共和国甘肃省陇南市文县下辖的一个乡镇级行政单位。
2014年，甘肃省民政厅批复同意撤销桥头乡，设立桥头镇。

## 行政区划
桥头镇下辖以下地区：
宅子坪村、桥头村、为头村、杨家山村、扎河村、刘家湾村、闫家村、丰坡村、建华村、草坪村、黄家村、固镇村、张家湾村、大成家村、张家坝村、坪上村、安子坡村、罗家坪村、桂花村、庙坡村、新寺村、新舍村和椿树坪村。